# Luther Henderson
Luther Henderson (* 14. März 1919 in Kansas City, Missouri; † 29. Juli 2003 in New York City, New York) war ein amerikanischer Komponist und Arrangeur des Jazz und von Musicals.
Seine Familie zog 1923 nach Harlem, wo sie in der Nachbarschaft von Duke Ellington wohnte. 1942 machte er seinen Abschluss an der Juilliard School und begann nach seiner Militärzeit im Zweiten Weltkrieg (teilweise an der US Navy School of Music) als Arrangeur für Musicals zu schreiben, zunächst für Ellington (der ihn seinen klassischen Arm nannte, ihn aber gelegentlich in den Credits überging), 1946 in dem Musical Beggars Holiday und bei dessen Carnegie-Hall-Konzerten. Ab den 1950er Jahren arbeitete er für das Fernsehen und arrangierte und orchestrierte Broadway-Musicals wie Ain’t Misbehavin’ nach der Musik von Fats Waller, Funny Girl, Flower Drum Song, Play On (Nominierung Tony Award), Jelly’s Last Jam (über Jelly Roll Morton, ebenfalls für den Tony nominiert).
Er war auch langjähriger Arrangeur für Canadian Brass (ein 1970 gegründetes kanadisches Bläser-Quintett).
2004 erhielt er den NEA Jazz Masters Fellowship (die Ehrung erreichte ihn aber nur posthum).